# USS San Jacinto (CG-56)
USS San Jacinto (CG-56) je deseta raketna krstarica klase Ticonderoga u službi američke ratne mornarice te treći brod koji nosi to ime.

## Vanjske poveznice
- sanjacinto.navy.mil  Arhivirana inačica izvorne stranice od 20. travnja 2010. (Wayback Machine)